# Rissoina bouvieri
Rissoina bouvieri is een slakkensoort uit de familie van de Rissoidae. De wetenschappelijke naam van de soort is voor het eerst geldig gepubliceerd in 1894 door Jousseaume.